# Relations internationales du Soudan du Sud
Les relations internationales du Soudan du Sud sont les relations entre la République du Soudan du Sud, qui a proclamé son indépendance le 9 juillet 2011, et les autres États et les organisations internationales. Le premier État à reconnaître officiellement le Soudan du Sud fut le Soudan, duquel le nouvel État avait fait sécession.

## Politique étrangère
Immédiatement après l'indépendance du pays, le Soudan du Sud a cherché à trouver un équilibre dans ses relations avec l'Ouest, les autres États africains et les pays arabes. Depuis lors, le Soudan du Sud a cherché à s'éloigner de son voisin du nord (duquel il faisait jusqu'alors partie), par exemple par l'introduction de la langue swahilie, d'une nouvelle monnaie (la livre sud-soudanaise) ainsi qu'en se tournant vers l'Afrique de l'Est,,.

## Chronologie des relations

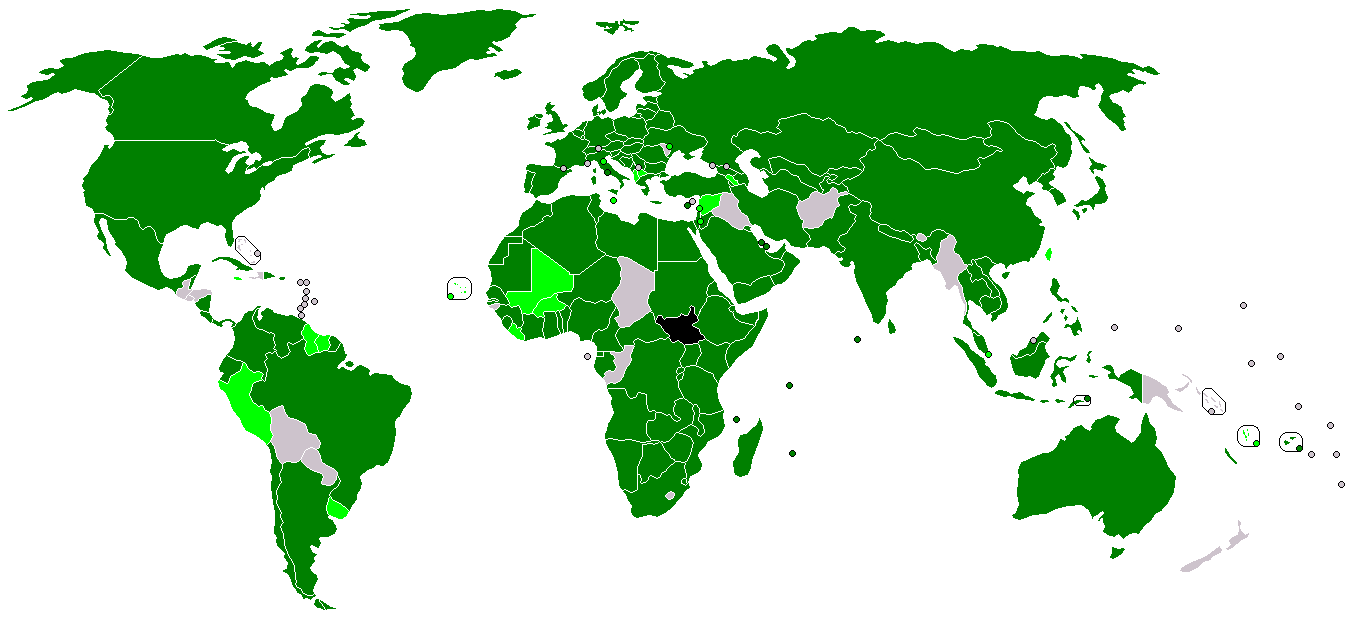
Relations internationales du Soudan du Sud.
Relations diplomatiques
Annonce de la reconnaissance

Le Soudan fut le premier pays à officiellement reconnaître l'indépendance du Soudan du Sud, le 8 juillet 2011, la veille de la proclamation. Trois autres États, ainsi que l'Union européenne, ont officiellement reconnu le nouveau pays ce même 8 juillet, et plus de 25 pays l'avaient reconnu le lendemain, jour de la proclamation officielle d'indépendance, parmi lesquels les cinq membres permanents du Conseil de sécurité des Nations unies,,,,.
Le 14 juillet 2011, le Soudan du Sud est officiellement admis comme 193e membre au sein de l'Organisation des Nations unies sans vote, ni objection de ses membres,,.
Tant avant qu'après l'admission du Soudan du Sud au sein des Nations unies, de nombreux pays ont explicitement officiellement fait part de leur reconnaissance diplomatique du nouvel État et plusieurs d'entre eux ont établi des relations diplomatiques avec lui. En moins de six mois, plus de 115 avaient reconnu le pays et plus de 40 avaient établi des relations avec lui. Deux ans après (août 2013), plus de 120 pays l'ont officiellement reconnu (sans compter un certain nombre d'États non reconnus) et plus de 60 ont des relations diplomatiques avec lui.

## Reconnaissance internationale du Soudan du Sud

### Pays membres des Nations unies
| Ordre | État                             | Date de reconnaissance                       |
| ----- | -------------------------------- | -------------------------------------------- |
| 1     | Soudan                           | 8 juillet 2011 (effective le 9 juillet 2011) |
| -     | Allemagne                        | 8 juillet 2011 (effective le 9 juillet 2011) |
| -     | Corée du Sud                     | 8 juillet 2011 (effective le 9 juillet 2011) |
| 4     | États-Unis                       | 9 juillet 2011                               |
| -     | Afrique du Sud                   | 9 juillet 2011                               |
| -     | République centrafricaine        | 9 juillet 2011                               |
| -     | Algérie                          | 9 juillet 2011                               |
| -     | Australie                        | 9 juillet 2011                               |
| -     | Autriche                         | 9 juillet 2011                               |
| -     | Arménie                          | 9 juillet 2011                               |
| -     | Belgique                         | 9 juillet 2011                               |
| -     | Brésil                           | 9 juillet 2011                               |
| -     | Canada                           | 9 juillet 2011                               |
| -     | Cambodge                         | 9 juillet 2011                               |
| -     | Chili                            | 9 juillet 2011                               |
| -     | Chine                            | 9 juillet 2011                               |
| -     | Danemark                         | 9 juillet 2011                               |
| -     | Égypte                           | 9 juillet 2011                               |
| -     | Espagne                          | 9 juillet 2011                               |
| -     | Estonie                          | 9 juillet 2011                               |
| -     | Éthiopie                         | 9 juillet 2011                               |
| -     | France                           | 9 juillet 2011                               |
| -     | Ghana                            | 9 juillet 2011                               |
| -     | Grèce                            | 9 juillet 2011                               |
| -     | Inde                             | 9 juillet 2011                               |
| -     | Irlande                          | 9 juillet 2011                               |
| -     | Italie                           | 9 juillet 2011                               |
| -     | Japon                            | 9 juillet 2011                               |
| -     | Jordanie                         | 9 juillet 2011                               |
| -     | Kenya                            | 9 juillet 2011                               |
| -     | Lettonie                         | 9 juillet 2011                               |
| -     | Libye                            | 9 juillet 2011                               |
| -     | Luxembourg                       | 9 juillet 2011                               |
| -     | Maldives                         | 9 juillet 2011                               |
| -     | Mali                             | 9 juillet 2011                               |
| -     | Mozambique                       | 9 juillet 2011                               |
| -     | Norvège                          | 9 juillet 2011                               |
| -     | Ouganda                          | 9 juillet 2011                               |
| -     | Pays-Bas                         | 9 juillet 2011                               |
| -     | Pologne                          | 9 juillet 2011                               |
| -     | Portugal                         | 9 juillet 2011                               |
| -     | Qatar                            | 9 juillet 2011                               |
| -     | Tchéquie                         | 9 juillet 2011                               |
| -     | Roumanie                         | 9 juillet 2011                               |
| -     | Royaume-Uni                      | 9 juillet 2011                               |
| -     | Russie                           | 9 juillet 2011                               |
| -     | Rwanda                           | 9 juillet 2011                               |
| -     | Slovaquie                        | 9 juillet 2011                               |
| -     | Suède                            | 9 juillet 2011                               |
| -     | Suisse                           | 9 juillet 2011                               |
| -     | Tanzanie                         | 9 juillet 2011                               |
| -     | Togo                             | 9 juillet 2011                               |
| -     | Turquie                          | 9 juillet 2011                               |
| -     | Zimbabwe                         | 9 juillet 2011                               |
| 55    | Angola                           | 10 juillet 2011                              |
| -     | Bahreïn                          | 10 juillet 2011                              |
| -     | Burkina Faso                     | 10 juillet 2011                              |
| -     | Cap-Vert                         | 10 juillet 2011                              |
| -     | Israël                           | 10 juillet 2011                              |
| -     | Koweït                           | 10 juillet 2011                              |
| -     | Malte                            | 10 juillet 2011                              |
| -     | Nigeria                          | 10 juillet 2011                              |
| -     | Somalie                          | 10 juillet 2011                              |
| -     | Viêt Nam                         | 10 juillet 2011                              |
| 65    | Albanie                          | 11 juillet 2011                              |
| -     | Arabie saoudite                  | 11 juillet 2011                              |
| -     | Émirats arabes unis              | 11 juillet 2011                              |
| -     | Costa Rica                       | 11 juillet 2011                              |
| -     | Érythrée                         | 11 juillet 2011                              |
| -     | Indonésie                        | 11 juillet 2011                              |
| -     | Namibie                          | 11 juillet 2011                              |
| -     | Slovénie                         | 11 juillet 2011                              |
| 73    | Sénégal                          | 12 juillet 2011                              |
| 74    | Ukraine                          | 13 juillet 2011                              |
| -     | Mauritanie                       | 13 juillet 2011                              |
| -     | Liberia                          | 13 juillet 2011                              |
| -     | République démocratique du Congo | 13 juillet 2011                              |
| -     | Djibouti                         | 13 juillet 2011                              |
| -     | Uruguay                          | 13 juillet 2011                              |
| 80    | Guyana                           | 14 juillet 2011                              |
| -     | Guinée                           | 14 juillet 2011                              |
| -     | Kirghizistan                     | 14 juillet 2011                              |
| -     | Mexique                          | 14 juillet 2011                              |
| -     | Monténégro                       | 14 juillet 2011                              |
| -     | Pérou                            | 14 juillet 2011                              |
| -     | Singapour                        | 14 juillet 2011                              |
| 87    | Gabon                            | 15 juillet 2011                              |
| -     | Hongrie                          | 15 juillet 2011                              |
| -     | Kazakhstan                       | 15 juillet 2011                              |
| -     | Corée du Nord                    | 15 juillet 2011                              |
| 91    | Colombie                         | 16 juillet 2011                              |
| -     | Iran                             | 16 juillet 2011                              |
| 93    | Chypre                           | 18 juillet 2011                              |
| -     | Liban                            | 18 juillet 2011                              |
| 95    | Bangladesh                       | 20 juillet 2011                              |
| -     | Bulgarie                         | 20 juillet 2011                              |
| 97    | Finlande                         | 22 juillet 2011                              |
| -     | Pakistan                         | 22 juillet 2011                              |
| 99    | Croatie                          | 27 juillet 2011                              |
| 100   | Philippines                      | 1er août 2011                                |
| 101   | Argentine                        | 2 août 2011                                  |
| 102   | Panama                           | 18 août 2011                                 |
| -     | Serbie                           | 18 août 2011                                 |
| -     | Biélorussie                      | 18 août 2011                                 |
| 105   | Yémen                            | 6 septembre 2011                             |
| 106   | Macédoine                        | 14 septembre 2011                            |
| -     | Lituanie                         | 14 septembre 2011                            |
| 108   | Bosnie-Herzégovine               | 20 septembre 2011                            |
| 109   | Jamaïque                         | 6 octobre 2011                               |
| 110   | Mongolie                         | 20 décembre 2011                             |

### Pays ou États non membres des Nations unies
| Ordre | État                                    | Date de reconnaissance |
| ----- | --------------------------------------- | ---------------------- |
| 1     | Vatican                                 | 8 juillet 2011         |
| 2     | République arabe sahraouie démocratique | 10 juillet 2011        |

### Entités internationales
| Ordre | Entité                                             | Date de reconnaissance                     |
| ----- | -------------------------------------------------- | ------------------------------------------ |
| 1     | Union européenne                                   | 8 juillet 2011                             |
| 2     | Ligue des États arabes                             | 9 juillet 2011                             |
| 3     | Organisation des Nations unies (ONU)               | 14 juillet 2011 (adhésion)                 |
| 4     | Union internationale des télécommunications (UIT)  | 14 juillet 2011                            |
| 5     | Union africaine (UA)                               | 27 juillet 2011 (adhésion le 16 août 2011) |
| 6     | Organisation internationale de normalisation (ISO) | 9 août 2011                                |
| 7     | Organisation de la coopération islamique (OCI)     | 6 septembre 2011                           |
| 8     | Banque mondiale                                    | 18 avril 2012 (adhésion)                   |
| -     | Fonds monétaire international (FMI)                | 18 avril 2012 (adhésion)                   |

## Admission du Soudan du Sud au sein des Nations unies
L’admission de la république du Soudan du Sud à l’Organisation des Nations unies a suivi le processus suivant :
- peu après la proclamation de l'indépendance, les autorités politiques du nouvel État ont remis à Ban Ki-moon, secrétaire général de l'ONU, présent aux festivités, une demande formelle d'adhésion, mentionnant notamment l'acceptation de la Charte des Nations unies ;
- cette demande d'adhésion a été transmise par le secrétaire général au Conseil de sécurité, qui a examiné favorablement cette requête dans sa session du 13 juillet 2011, en adoptant sans vote la résolution 1999[125] ;
- la requête a été transmise le jour même, sous forme de recommandation du conseil, à l'Assemblée générale, dont les 192 membres ont validé cette admission, au cours de sa 66e session qui s'est tenue le lendemain, 14 juillet.